# 일 칸국
일 칸국(페르시아어: سلسله ایلخانی, 영어: Ilkhanate), 또는 몽골식 명칭인 훌레구 울루스(중세 몽골어: ᠬᠦᠯᠦᠭ ᠦᠨ
ᠤᠯᠤᠰ 훌레구인 울루스)는 몽골 제국의 남서부 영토, 즉 아나톨리아와 페르시아, 메소포타미아를 계승한 몽골계 칸국이다. 그들 스스로는 이란의 땅(Irān-zamin, 페르시아어: ایران‌زمین 이란 자민) 내지는 단순히 이란이라고 칭했다. 일 칸국은 툴루이의 아들이자 칭기즈 칸의 손자였던 훌라구가 1259년 그의 형 뭉케 카안이 사망한 이후 몽골 제국의 중앙아시아 영토 일부와 중동 영토를 상속받으면서 설립되었다.
일 칸국의 핵심 영토는 오늘날의 이란, 아제르바이잔, 튀르키예에 위치해 있었으며, 전성기에는 위에 나열한 국가들 말고도 이라크, 시리아, 아르메니아, 조지아, 아프가니스탄, 투르크메니스탄, 파키스탄, 다게스탄과 타지키스탄에 이르는 광대한 지역에 영토가 걸쳐 있었다. 본래 일 칸들은 몽골 전통 신앙인 텡그리나 샤머니즘, 또는 불교를 믿었지만 1295년 가잔 칸을 기점으로 이후의 일 칸들은 모두 이슬람으로 개종했다. 일 칸국은 아인잘루트 전투에서 패배한 뒤로 이집트의 맘루크 술탄국과 시리아 영토를 두고 지속적으로 대립했으나 결정적인 승리를 거두지는 못했다. 1330년대에 파괴적인 흑사병이 유행하면서 대부분의 도시가 황폐화되었으며, 그 와중에 마지막 칸이었던 아부 사이드가 1335년 사망한 이후에는 각지의 지역 귀족들과 토호들이 발호함에 따라 일 칸국은 해체되었다. 그뒤 잘라이르 왕조, 추판 왕조 등 일부 후계국들이 등장했지만 티무르의 침입과 튀르크멘이 건국한 카라 코윤루&아크 코윤루의 공격으로 모두 멸망하였다.
이란 출신이 아니었던 일 칸국의 통치자들은 이란의 과거 역사와 연관지어 자신들의 권위와 정통성을 입증하려 했고, 이를 위해 사산 제국(224~651)의 후계자로서 몽골인들을 내세울 역사가들을 중용했다. 자신들의 역사에 관심을 가지고 있던 현지 지식인들은 몽골의 페르시아 지역 통일을 오랫동안 잃어버렸던 왕조 전통의 부활으로 해석했고, 이와 함께 등장한 '이란의 땅'이라는 개념은 훗날 사파비 이란(1501~1736)에 의해 재사용되어 그들 치하에서 더욱 발전했다. 원나라 시기 중국의 발전과 마찬가지로, 비록 몽골인들이 의도하지는 않았지만 '영토의 통일'이라는 개념의 부활은 이란에서의 몽골 통치의 지속적인 유산이 되었다.

## 훌라구와 중동원정
오고타이계의 칸과의 경쟁을 통해 왕위에 오른 툴루이의 아들 몽케 칸은 자신의 동생인 훌라구(혹은 훌레구)에게 줄 땅을 마련하기 위해 중동으로 공격을 권유한다. 1255년으로 아바스 왕조의 수도 바그다드를 공격하기 위해 떠났다. 2년 뒤인 1257년 11월 훌라구의 군대는 바그다드를 공격하였고. 마지막 칼리파 알 무스타심은 살해당했다.
훌라구 칸은 시리아 지역으로 원정을 나섰다. 당시 시리아 해안 지역에는 십자군이 세운 기독교 국가들이 남아있었다. 십자군이 세운 공국 중 하나인 안티오키아 공국의 보에몽 6세는 몽골군에 합류했다. 1260년 훌라구는 이들의 지원을 받아 알레포를 점령하고 시리아의 여러 군소정권을 복속시켰다. 하지만 1260년 봄, 몽케 칸의 사망과 그 뒤로 이어진 내분 때문에 훌라구는 그 곳에서 돌아갈 수 밖에 없었다.
훌라구는 시리아를 떠나며 자신의 군대를 장군 키트부카에게 맡겼다. 키트부카는 훌라구의 군대를 이어받아 다마스쿠스를 점령하고 시리아 지역의 아이유브 술탄 안나시르 유수프를 해치우고 시리아를 완전히 장악했다. 시리아를 완전히 장악한 키트부카는 이집트의 맘루크 왕조에 항복 권고를 보냈으나 당시 맘루크 왕조의 술탄인 쿠투즈는 이를 거부하고 바이바르스와 연합하여 키트부카와 맞섰다. 마침내 몽골군과 맘루크 왕조 군은 아인잘루트에서 크게 격돌했는데 이 전투에서 몽골군은 전멸하였으며 총사령관인 키트부카도 전사하게 된다. (아인잘루트 전투, 1260)
아인잘루트 전투의 참패 이후 전황은 결정적으로 바뀌어 몽골군은 이스라엘을 내주고 티그리스강 이북으로 북상하였으며 아인잘루트 전투 승리의 주역인 바이바르스는 몽골에 이어 경쟁자인 쿠투즈도 제거하고는 맘루크 왕조의 유일한 권력자로 집권했다. 이후 일 한국과 맘루크 왕조의 국경선은 시리아의 티그리스 강으로 결정되었으며 약 80여 년 동안 그대로 유지되었다.
훌라구가 중동 행한 무슬림 학살이 이슬람교로 개종하여 독실한 무슬림이 된 킵차크 한국의 칸 베르케가 알게 되었고 베르케는 분노하여 훌라구가 아랍지역에서 철수할 것을 요구하면서 선전포고를 선언, 베르케-훌라구 전쟁(Berke-Hulagu War)이라고 불리는 내전이 발발했다. 이 전쟁은 베르케가 승리하였고 이후 훌라구 일족과 몽골인들을 해당 지역의 몽골인들을 학살하였고 이 사건은 몽골 제국의 멸망으로 이어졌다.

## 역대 칸
1. 훌라구(1256년 ~ 1265년)
2. 아바카(1265년 ~ 1282년)
3. 테쿠데르(1282년 ~ 1284년)
4. 아르군 칸(1284년 ~ 1291년)
5. 가이하투(1291년 ~ 1295년)
6. 바이두(1295년)
7. 가잔 (1295년 ~ 1304년)
8. 울제이투(1304년 ~ 1316년)
9. 아부 사이드(1316년 ~ 1335년)
10. 아르파 케운(1335년 ~ 1336년)

### 일 칸국 멸망 이후 명목상 칸
- 무사(1336년 ~ 1337년) - 바그다드의 알리 파드샤의 명목상 칸
- 무함마드(1336년 ~ 1338년) - 자라이르 왕조의 명목상 칸
- 사티 벡(1338년 ~ 1339년) - 추판 왕조의 명목상 칸
- 슐레이만(1338년 ~ 1353년) - 추판 왕조의 명목상 칸
- 자한 테무르(1338년 ~ 1340년) - 자라이르 왕조의 명목상 칸
- 아누시라완(1343년 ~ 1356년) - 추판 왕조의 명목상 칸
- 가잔 2세(1356년 ~ 1357년) - 동전에만 이름이 나와 있는 칸, 실존하지 않을 가능성이 높음
- 토가 테무르(1338년 ~ 1353년) - 동 페르시아 지역에서 칸을 자칭함
- 루크만(1353년 ~ 1388년) - 토가 테무르의 아들

## 같이 보기
- 몽골 제국
- 몽골의 역대 칸
- 십자군
- 자라이르 왕조
- 츄판 왕조

### 설명주
1. ↑  일 칸, 또는 일 칸족(페르시아어: ایلخانان, 로마자:Īlkhānān, 영어: Ilkhanids)의 지배를 받았기 때문에 이러한 이름이 붙었다.

### 인용주
1. ↑  Turchin, Peter; Adams, Jonathan M.; Hall, Thomas D (December 2006). “East-West Orientation of Historical Empires”. 《Journal of World-Systems Research》 12 (2): 223. ISSN 1076-156X. 2016년 9월 13일에 확인함.
2. ↑  Rein Taagepera (September 1997). “Expansion and Contraction Patterns of Large Polities: Context for Russia”. 《International Studies Quarterly》 41 (3): 496. doi:10.1111/0020-8833.00053. JSTOR 2600793.
3. 1 2  a b Rahiminejad, Sadegh: IRAN: Tarikh (2006). Languages of the Persian [Section]
4. ↑  Fragner 2006, 78–79쪽.
5. ↑  Vajda, Edward (2024). 《The Languages and Linguistics of Northern Asia》. De Gruyter. 79쪽. ISBN 9783110556216.
6. ↑  Fragner 2006, 78쪽.
7. ↑  Badiee 1984, 97쪽.
8. ↑  Vásáry 2016, 149쪽.
9. ↑  Danilenko, Nadja (2020). 〈In Persian, Please! The Translations of al-Iṣṭakhrī’s Book of Routes and Realms〉. 《Picturing the Islamicate World: The Story of al-Iṣṭakhrī's Book of Routes and Realms》. Brill. 101쪽. Connecting to īrān as illustrated in the Shāhnāma, 'land of Iran' rose to the official name for the Ilkhanid realm.
10. ↑  Ashraf, Ahmad (2006). 〈Iranian Identity iii. Medieval Islamic Period〉.   Yarshater, Ehsan. 《Encyclopædia Iranica, Volume XIII/5: Iran X. Religions in Iran–Iraq V. Safavid period》. London and New York: Routledge & Kegan Paul. 507–522쪽. ISBN 978-0-933273-93-1. ... the Mongol and Timurid phase, during which the name 'Iran' was used for the dynastic realm and a pre-modern ethno-national history of Iranian dynasties was arranged.
11. ↑  Danilenko, Nadja (2020). 〈In Persian, Please! The Translations of al-Iṣṭakhrī's Book of Routes and Realms〉. 《Picturing the Islamicate World: The Story of al-Iṣṭakhrī's Book of Routes and Realms》. Brill. 94–95쪽.
12. ↑  Hodong Kim (2015). “Was 'da Yuan' a Chinese Dynasty?”. 《Journal of Song-Yuan Studies》 45: 292.